# Johan Radet
Johan Radet (La Fère, 24 november 1976) is een Frans voormalig voetballer die speelde als verdediger. Hij speelde zijn hele carrière voor AJ Auxerre.
In 2007 moest hij stoppen met voetballen nadat er hartproblemen bij hem aan het licht waren gekomen.
Na zijn carrière werd hij trainer in de jeugdopleiding van Auxerre.

## Erelijst
AJ Auxerre
- Coupe Gambardella: 1993
- Coupe de France: 2003, 2005

Individueel
- Deel van elftal van het seizoen 2002/03